# Боливијски туко-туко
Боливијски туко-туко (Ctenomys boliviensis) је врста глодара (Rodentia) из породице туко-тукоа (Ctenomyidae).

## Распрострањење
Ареал врсте је ограничен на мањи број држава. 
Врста има станиште у Боливији, Бразилу, Аргентини и Парагвају.

## Станиште
Станиште врсте су саване.

## Угроженост
Ова врста је наведена као последња брига, јер има широко распрострањење и честа је врста.